# Festival des 3 Continents 2020
Le Festival des 3 Continents 2020, 42e édition du festival, se déroule du 20 au 29 novembre 2020 en édition virtuelle en raison de la pandémie de maladie à coronavirus de 2019-2020.

## Déroulement et faits marquants
Le 10 novembre 2020, lors de la conférence de presse de présentation du festival, les organisateurs annoncent que cette édition est maintenue et sera entièrement virtuelle.
Le 30 novembre 2020, le palmarès est dévoilé : la Montgolfière d'or est remporté par le film coréen Moving On de Yoon Danbi et par le film japonais Professeur Yamamoto de Kazuhiro Soda. Une mention spéciale est remise au film argentin Las ranas de Edgardo Castro,.

## Jury
- Annemarie Jacir, réalisatrice
- Shahrbanoo Sadat, réalisatrice
- Nabil Ayouch, réalisateur
- Alain Gomis, réalisateur

## Sélection

### En compétition
- Bedridden  de Byamba Sakhya  Mongolie
- Bilesuvar de Elvin Adigozel  Azerbaïdjan
- Kokoloko de Gerardo Naranjo  Mexique
- Las ranas de Edgardo Castro  Argentine
- Les travaux et les jours (de Tayoko Shiojiri dans le bassin de Shiotani) de C.W. Winter et Anders Edström  Japon
- Moving On de Yoon Danbi  Corée du Sud
- Un jour sans lendemain de Mohamed Soueid  Liban
- Professeur Yamamoto (Seishin 0) de Kazuhiro Soda  Japon

### Séances spéciales
- Antena da Raça de Paloma Rocha et Luís Abramo  Brésil
- Aswang de Alyx Ayn Arumpac  Philippines
- Bayan ko: Kapit sa patalim de Lino Brocka  Philippines
- Days (日子, Rìzi) de Tsai Ming-liang  Taïwan
- Eyimofe (This is my Desire) de Arie et Chuko Esiri  Nigeria
- Goodbye Mister Wong de Kiyé Simon Luang  Laos
- Love Poem de Wang Xiaozhen  Chine
- Makongo de Elvis Sabin Ngaïbino  République centrafricaine
- Visión Nocturna de Carolina Moscoso  Chili
- Residue de Merawi Gerima  États-Unis
- The Chess Game of the Wind de Mohammad Reza Aslani  Iran
- The Shepherdess and the Seven Songs de Pushpendra Singh  Inde
- The Wasps Are Here (Bambaru Avith) de Dharmasena Pathiraja  Sri Lanka
- Un printemps à Hong Kong de Ray Yeung  Chine  Hong Kong
- Verde de Alfonso Morgan-Terrero  République dominicaine

## Palmarès
- Montgolfière d'or (ex æquo) : Moving On de Yoon Danbi et Professeur Yamamoto (Seishin 0) de Kazuhiro Soda
- Montgolfière d'argent : pas décerné
- Mention spéciale : Las ranas de Edgardo Castro
- Prix du Jury Jeune : Kokoloko de Gerardo Naranjo
- Mention spéciale du jury Jeune : Les travaux et les jours (de Tayoko Shiojiri dans le bassin de Shiotani) de C.W. Winter et Anders Edström